# Саммит (округ, Колорадо)
Са́ммит (англ. Summit County) — округ в штате Колорадо, США.

## Описание
Округ расположен в центральной части штата. Назван в честь многочисленных горных вершин (англ. summits), расположенных на территории округа. Столица и крупнейший город — Брекенридж (Breckenridge). Открытые водные пространства занимают 28,7 км², что составляет 1,79% от общей площади округа в 1603,9 км². Через округ проходит крупная автомагистраль I-70.

## История
Округ Саммит, один из 17 «первоначальных», был образован 1 ноября 1861 года и составлял примерно одну пятую всей площади Колорадо, занимая северо-западную его часть. 2 февраля 1874 от Саммита была отделена северная часть, ставшая округом Гранд. 10-11 февраля 1883 года от оставшейся части Саммита были отделены обширные западные пространства, ставшие округами Гарфилд и Игл.

## Демография
Население
- 1870 год — 258 жителей
- 1880 — 5459
- 1890 — 1906
- 1900 — 2744
- 1910 — 2003
- 1920 — 1724
- 1930 — 987
- 1940 — 1754
- 1950 — 1135
- 1960 — 2073
- 1970 — 2665
- 1980 — 8848
- 1990 — 12 881
- 2000 — 23 548
- 2010 — 27 994[3]
- 2011 — 27 972[3]

Расовый состав
- белые — 91,8%
- афроамериканцы — 0,7%
- коренные американцы — 0,5%
- азиаты — 0,9%
- уроженцы Океании и Гавайев — 0,1%
- прочие расы — 3,9%
- две и более расы — 2,1%
- латиноамериканцы (любой расы) — 9,8%

## Достопримечательности
- Водохранилище Диллон (англ. Dillon Reservoir)
- Национальный лес Уайт-Ривер (англ. White River National Forest) (частично на территории округа)
- Трансконтинентальная велосипедная тропа (англ. Bikecentennial) (частично)
- Гора Коппер (Copper Mountain)
- Лыжные курорты и трассы:
  - Кистоун-Ресорт (англ. Keystone Resort)
  - Арапахо-Бэзин (англ. Arapahoe Basin)

## Галерея

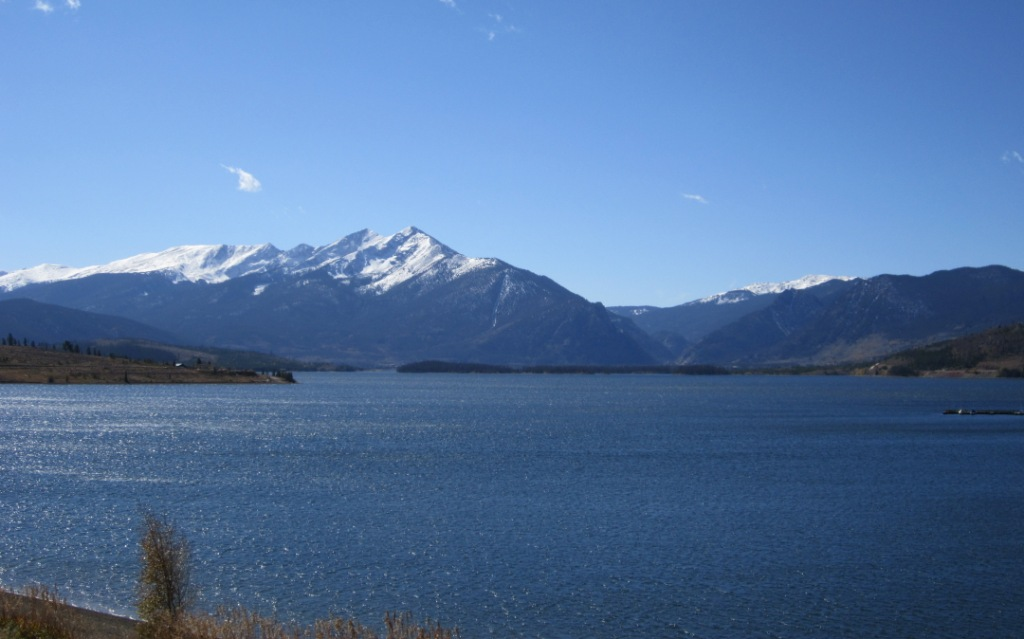
Водохранилище Диллон в октябре
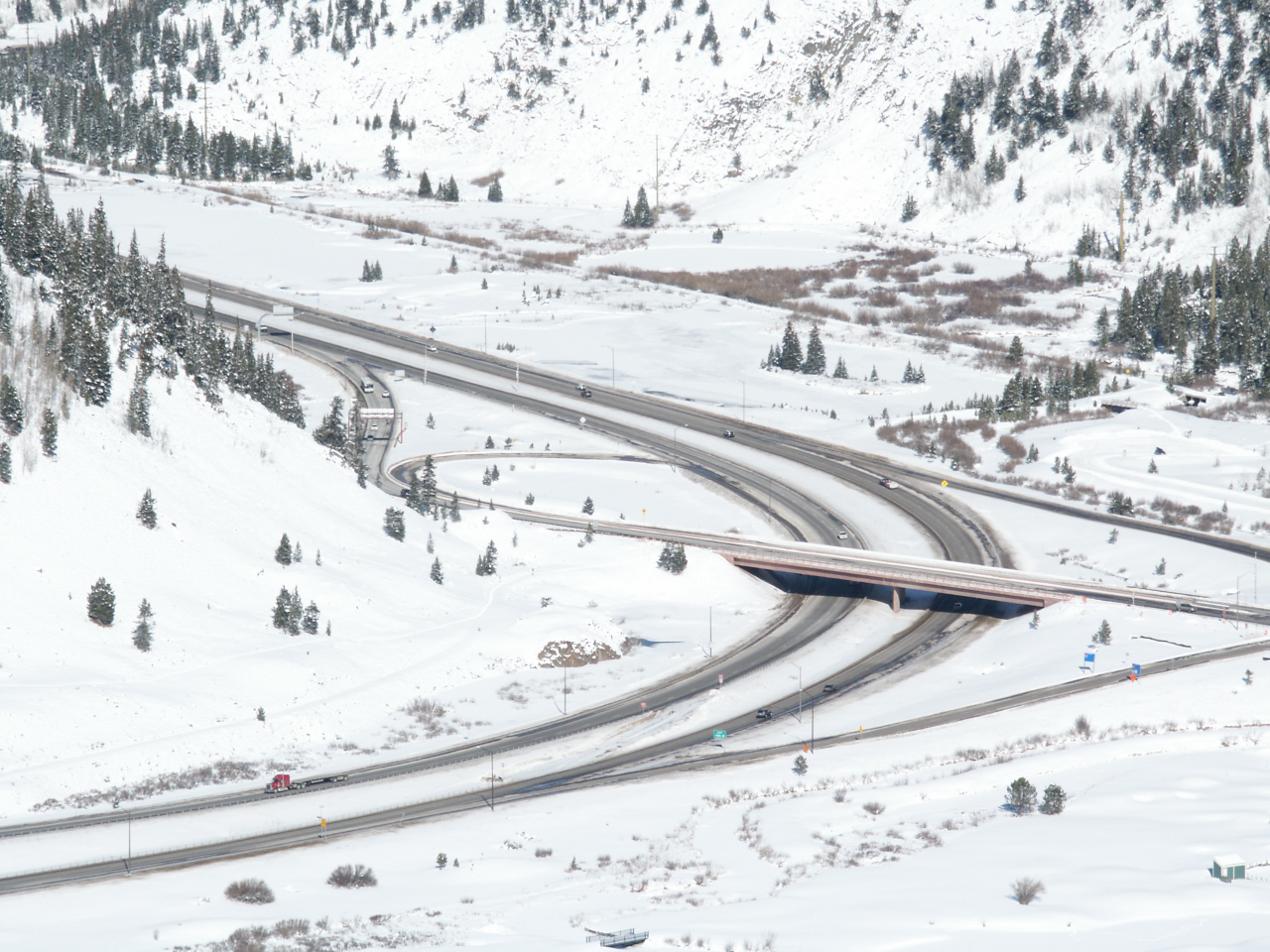
Автомагистраль I-70 в Саммите в декабре
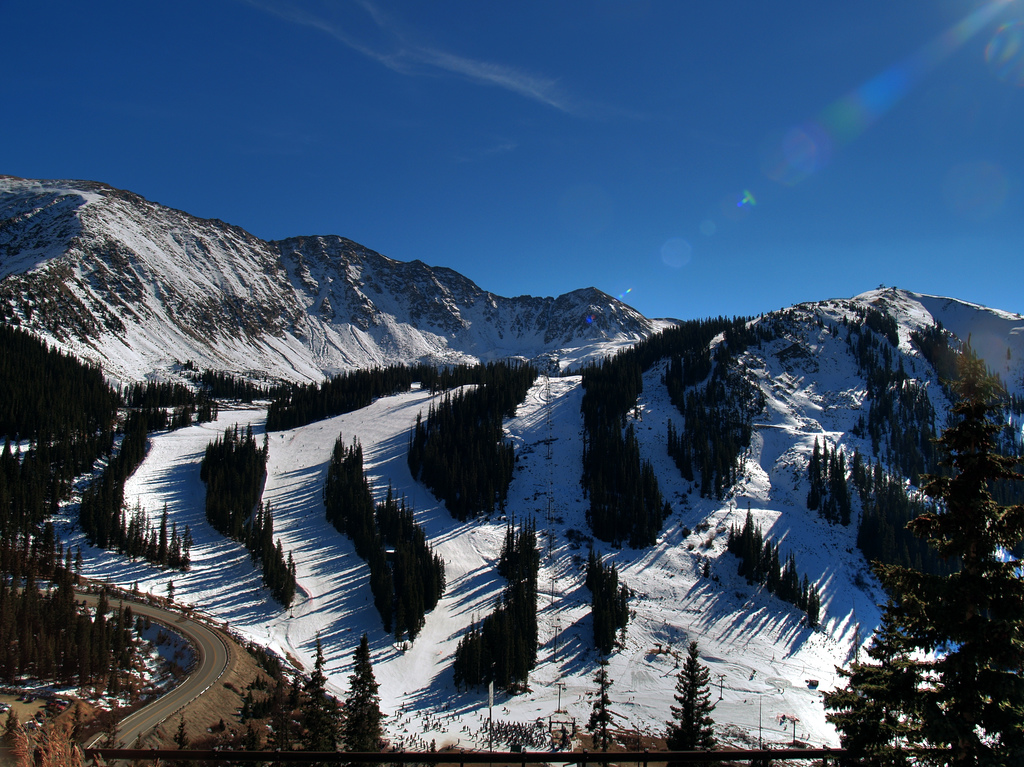
Лыжная трасса Арапахо-Бэзин в ноябре
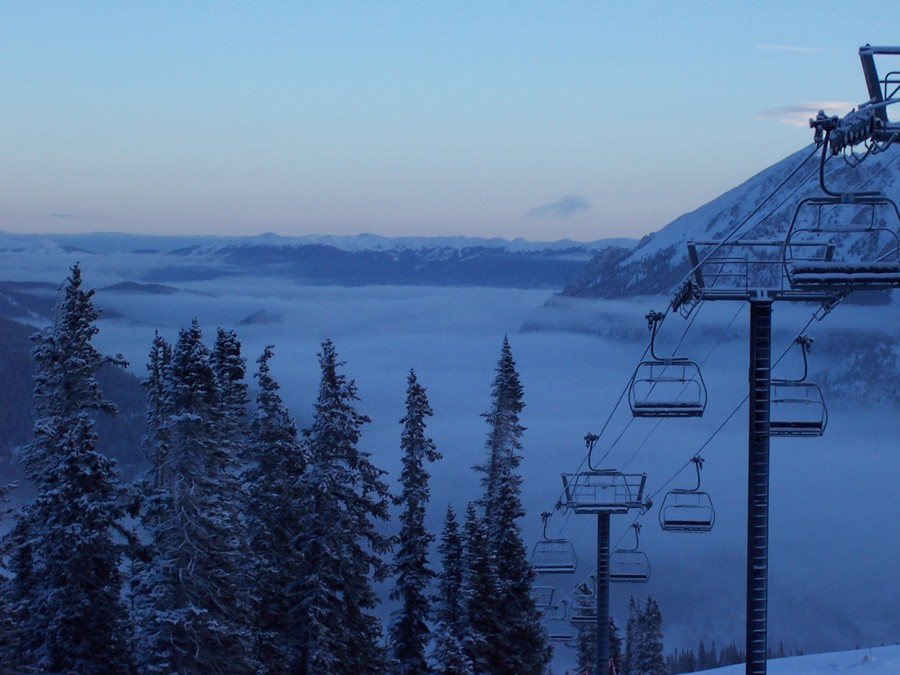
Подъём на гору Коппер, декабрь.
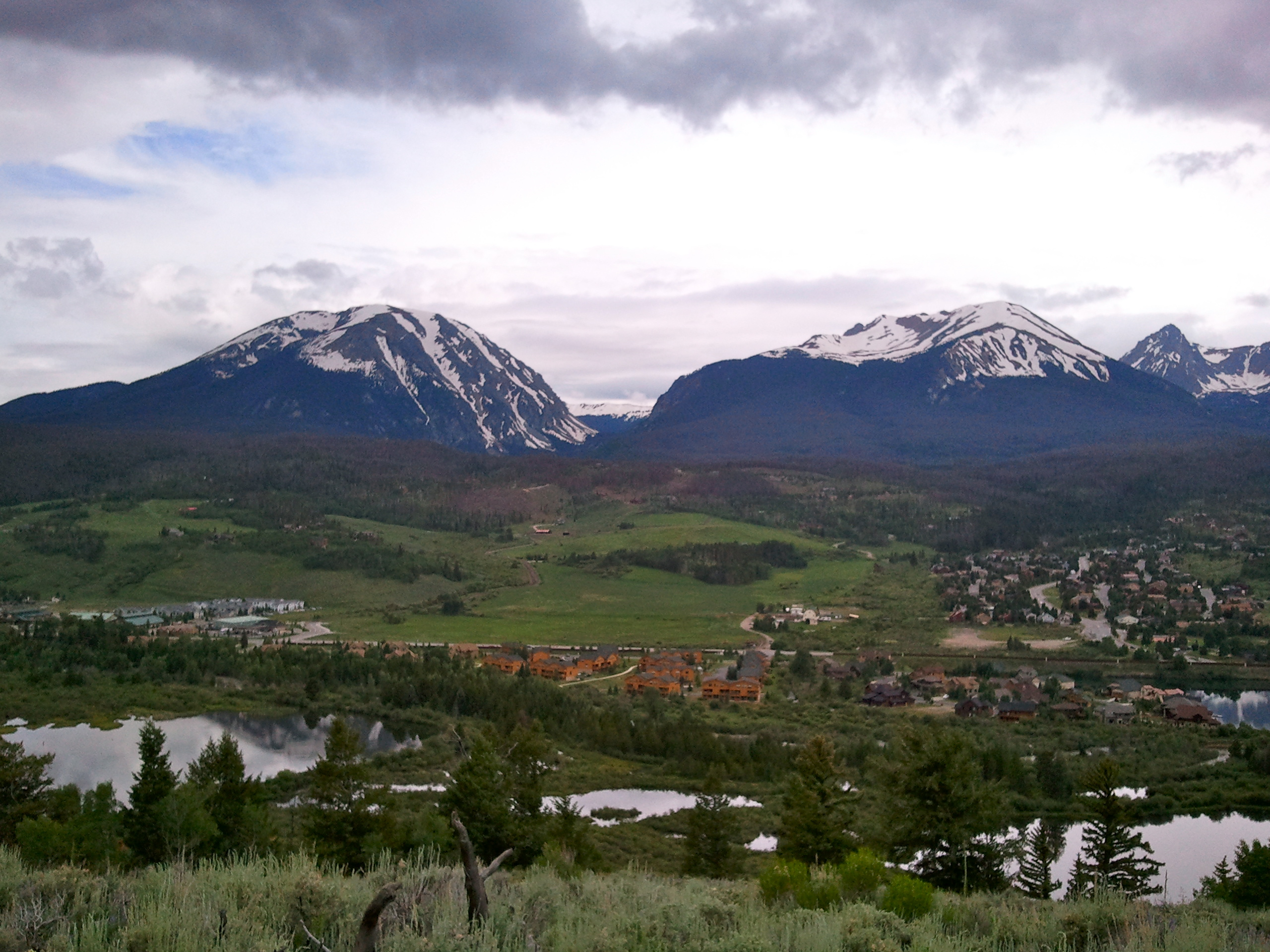
Вид на Силверторн — крупнейший город округа. На заднем плане горы Буффало и Ред-Пик. Июль.